# Meromiktisk

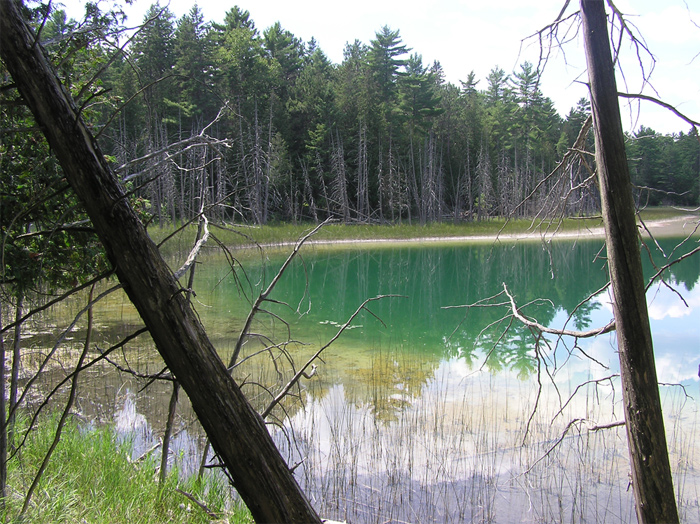
McGinnissjön i Petroglyphs Provincial Park är en meromiktisk sjö nära Peterborough i Ontario, Kanada.

En meromiktisk vattensamling (exempelvis sjö eller havsvik) har lager av vatten som inte blandar sig med varandra. Motsatsen kallas holomiktisk och innebär att vattensamlingen vid någon tid på året har samma temperatur och densitet vilket möjliggör omblandning av hela vattenmassan. De flesta sjöar är holomiktiska och meromiktiska sjöar är sällsynta. Holomiktiska sjöar kan delas in monomiktiska (omblandning sker en gång per år), dimiktiska (omblandning sker två gånger per år) samt polymiktiska (omblandning sker flera gånger per år). I meromiktiska sjöar hålls de olika vattenlagren oblandade i flera år, årtionden eller till och med århundraden. De nämnda termerna används för att beskriva sjöns omsättningskarakteristik.
Termen "meromiktisk" myntades av österrikaren Ingo Findenegg i den tyskspråkiga artikeln Limnologische Untersuchungen im Kärntner Seengebiete. Ein Beitrag zur Kenntnis des Stoffhaushaltes in Alpenseen. Internationale Revue der Gesamte Hydrobiologie 32, sid 369-423 från 1935. Termen är härledd från grekiska och betyder "delvis blandad".
I en meromiktisk sjö får de djupare lagren mycket lite syre från atmosfären vilket leder till syrebrist i vattnet. Ytskiktet i en meromiktisk sjö kan ha en syrehalt på 10 mg syre per liter vatten eller mer under sommaren, medan de djupare skikten har en syrehalt på mindre än 1 mg/l. Mycket få organismer kan leva i en så syrefattig miljö.
Lagren i en meromiktisk sjö kan uppstå av flera orsaker:
- sjön är i förhållande till sin yta ovanligt djup och har branta sidor
- sjöns lägre skikt har hög salthalt och därmed högre densitet än de högre skikten

Ibland kan höga halter av koldioxid och andra lösta gaser byggas upp i de relativt sett orörda lägre skikten i en meromiktisk sjö. När en störning leder till att skikten blandas, kan det leda till en så kallad limnisk eruption. Det kan exempelvis ske vid en jordbävning. En känd sådan händelse skedde vid Nyossjön i Kamerun den 21 augusti 1986 och ledde till nära 1 800 människors död.

## Kända meromiktiska sjöar
Man känner till ett hundratal meromiktiska sjöar på jorden. Beroende på den exakta definitionen av begreppet meromiktisk tror man att andelen meromiktiska sjöar är mellan 1:1000 och 1:3000. Meromiktiska sjöar finns över hela jorden, men fördelningen är sådan att kända meromiktiska sjöar ofta förekommer nära varandra.

### Afrika
Exempel på meromiktiska sjöar i Afrika är Nyossjön och Monounsjön i Kamerun samt Kivusjön i Rwanda.

### Antarktis
På den sjöfattiga kontinenten Antarktis finns Vandasjön i Ross Dependency som är meromiktisk.

### Asien
Ett exempel på en meromiktisk sjö i Asien är sjön Pantai Keracut som ligger i Penangs nationalpark, i nordvästra delen av  ön Penang i Malaysia. Även Svarta havet betraktas som meromiktiskt.

### Oceanien
I Tasmaniens vildmark i Australien nära floden Gordon finns en sjö som heter Fidlersjön som är meromiktisk.

### Europa
Norge har flera meromiktiska sjöar och fjordar, bland annat Salsvatnet, Kilevann, Tronstadvatn, Birkelandsvatn, Rørholtfjorden, Botnvatn, Rørhopvatn och Strandvatn. Även Idefjorden på gränsen mellan Norge och Sverige är meromiktisk.
Finland har ett dussintal kända meromiktiska sjöar och havsvikar. De ligger huvudsakligen på Åland samt i södra och sydvästra delen av landet.
Andra exempel på meromiktiska sjöar i Europa är Pavinsjön i Frankrike och Cadagnosjön i Schweiz.

### Nordamerika

#### USA
Exempel på meromiktiska sjöar i USA:
- Soapsjön i delstaten Washington.
- Greensjön och Roundsjön, i Green Lakes State Park, 13 km öster om Syracuse i delstaten New York.
- Ballstonsjön, 30 km nordnordväst om Albany i delstaten New York.
- Viken Irondequoit Bay vid Ontariosjön nära Rochester i delstaten New York. Här tror man att användningen av vägsalt är orsaken till sjöns förändring.

#### Kanada

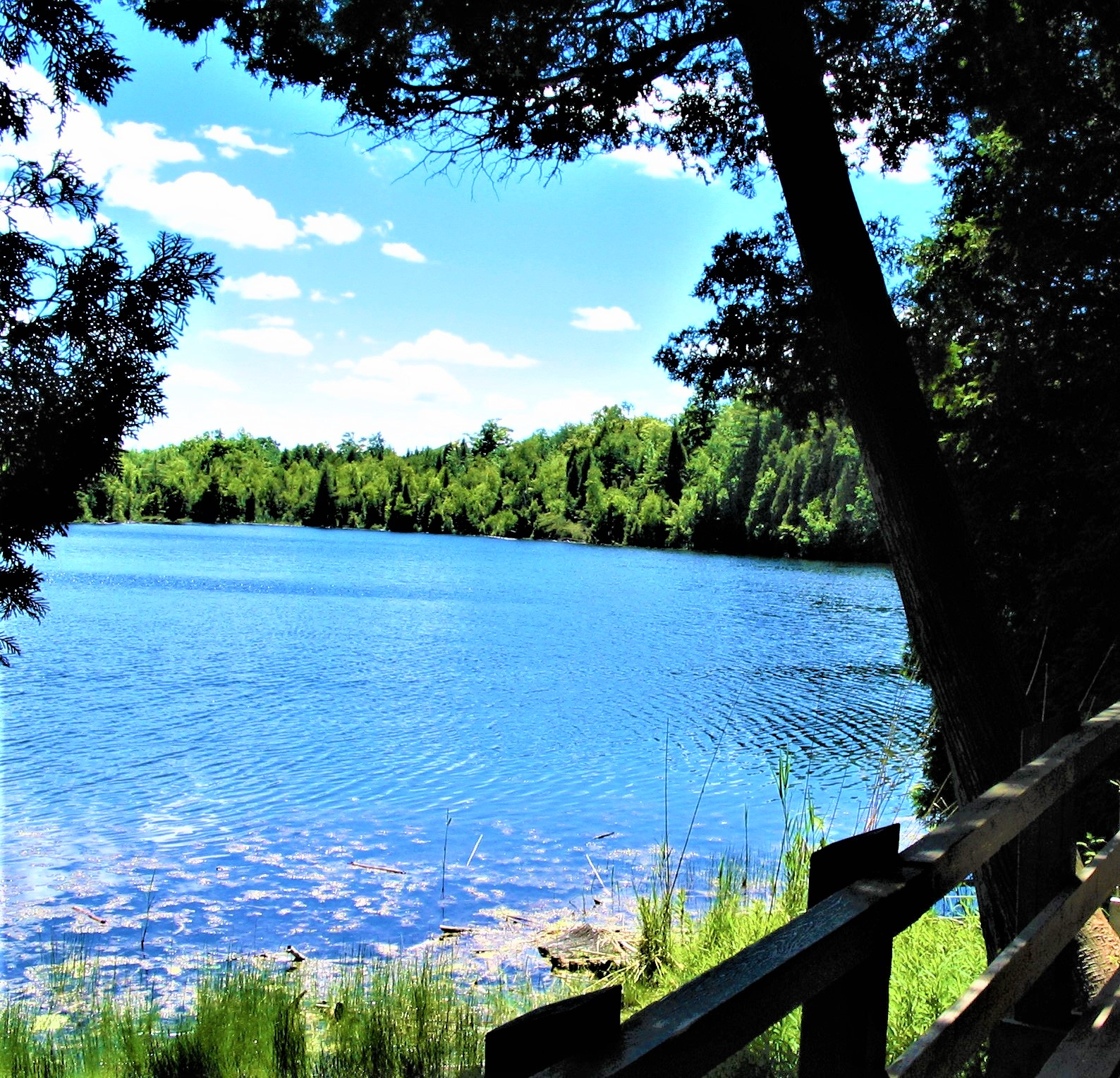
Crawfordsjön nära Milton i Ontario

Exempel på meromiktiska sjöar i Kanada:
- Crawfordsjön nära Milton i Ontario.
- Pinksjön i Parc de la Gatineau, Québec.
- McGinnissjön i Petroglyphs Provincial Park, Ontario.
- Mahoneysjön i Okanagan Valley, British Columbia.